# Nothobranchius ocellatus
Nothobranchius ocellatus é uma espécie de peixe da família Aplocheilidae.
É endémica da Tanzânia.